# Aethes fennicana
Aethes fennicana es una especie de polilla del género Aethes, categorizada en la tribu Cochylini, de la subfamilia Tortricinae.

## Distribución
Se distribuye por Finlandia.

## Taxonomía
Fue descrita por Hering en 1924 y publicada en (Lozopera), Notulae Ent. 4: 77.